# Petra Wenzel
Petra Wenzel, née le 20 novembre 1961 à Planken, est une skieuse alpine liechtensteinoise. Elle est la sœur des skieurs alpins Hanni Wenzel et Andreas Wenzel, la tante de Tina Weirather et la belle-sœur de Harti Weirather.

## Résultats sportifs

### Coupe du monde
Résultats au classement général : 
- 48e en 1979
- 47e en 1980
- 46e en 1981
- 25e en 1982
- 19e en 1983
- 60e en 1984

### Championnats du monde de ski alpin
- Schladming 1982 slalom géant : 4e

### Jeux olympiques d'hiver
- Lake Placid 1980 slalom : 14e